# Wizard Bureaublad Opruimen
De Wizard Bureaublad opruimen is een onderdeel van Windows XP. Het ruimt het bureaublad op door ongebruikte snelkoppelingen en de bijbehorende pictogrammen te verplaatsen naar een map Ongebruikte snelkoppelingen, die zich op het bureaublad van de gebruiker bevindt.
Standaard wordt de wizard eens in de zestig dagen uitgevoerd. Als bepaalde snelkoppelingen lange tijd niet gebruikt zijn, stelt de wizard voor om deze te verplaatsen naar de genoemde map. De gebruiker kan per snelkoppeling aangeven of dit inderdaad moet gebeuren.
De wizard is in of uit te schakelen via de geavanceerde bureaubladopties in het configuratiescherm. Deze zijn toegankelijk door met de rechtermuisknop te drukken op het bureaublad, in de Nederlandstalige versie van Windows XP gevolgd door 'Eigenschappen', tabblad Bureaublad, 'Bureaublad aanpassen'. In Windows Vista is deze functie niet meer aanwezig, maar in Windows 7 is deze functie geïntegreerd in het Onderhoudscentrum.